# Stredný tok Bystrice
Stredný tok Bystrice este o arie protejată (arie specială de conservare — SAC, sit de importanță comunitară — SCI) din Slovacia întinsă pe o suprafață de 10,89 ha, integral pe uscat.

## Localizare
Centrul sitului Stredný tok Bystrice este situat la coordonatele 49°20′27″N 18°55′30″E / 49.34089°N 18.925°E.

## Înființare
Situl Stredný tok Bystrice a fost declarat sit de importanță comunitară în septembrie 2015 pentru a proteja 3 specii de animale. Situl a fost protejat și ca arie specială de conservare în octombrie 2017.

## Biodiversitate
Situată în ecoregiunea alpină, aria protejată conține 3 habitate naturale: Liziere de ierburi înalte hidrofile de câmpie și de nivel montan până la alpin, Păduri aluvionare cu Alnus glutinosa și Fraxinus excelsior (Alno-Padion, Alnion incanae, Salicion albae), Fânețe de joasă altitudine (Alopecurus pratensis, Sanguisorba officinalis).
La baza desemnării sitului se află mai multe specii protejate:
- amfibieni (1): izvoraș-cu-burta-galbenă (Bombina variegata)
- mamifere (1): vidră de râu (Lutra lutra)
- pești (1): zglăvoacă (Cottus gobio)

Pe lângă speciile protejate, pe teritoriul sitului au mai fost identificate 1 specie de pești, 3 specii de reptile.